# Meu Cunhado
Meu Cunhado é uma série de televisão humorística produzida pelo SBT e exibida de 14 de abril de 2004 a 26 de março de 2006, nas quartas-feiras com reprise nos domingos. Foi escrita por Moacyr Franco, Cláudio Spritzer, Roberto Teixeira e Guto Franco—este último também como diretor.
Contou com as atuações de Moacyr Franco e Ronald Golias nos papeis principais. Este foi o último trabalho de Ronald no SBT.

## Produção
A série era uma refilmagem brasileira da série argentina Mi cuñado, protagonizada por Luis Brandoni e Ricardo Darín, exibida entre 1993 e 1996 pela Telefe que, por sua vez, era também uma adaptação do programa original Mi cuñado, protagonizado por Osvaldo Miranda e Ernesto Bianco, transmitido pelo Canal 13 da Argentina em 1976.
A ideia de produzir uma versão brasileira começou na década de 1990, Silvio Santos tinha o interesse de produzir a série em 1996 para concorrer com o Sai de Baixo da Rede Globo, mas foi produzido em seu lugar o Brava Gente. Em 1997, a série começou a ser produzida, com Ecila Pedroso na adaptação e dirigido por Nilton Travesso, a história apresentava Chico (Osmar Prado), que mora na casa da irmã Andréia (Suzy Rego) e do cunhado Roberto (Marcos Caruso). No piloto, o personagem Roberto reclama que não conseguiu nem registrar o filho Ulisses (Filipe Perez). Quando o garoto nasceu, Chico foi ao cartório e escolheu o nome sem consultar os pais. Em 2000, o projeto da série, que tinha voltado novamente para a gaveta da emissora foi retomado, sendo tratado como "um humorístico nos moldes da saudosa Família Trapo", Silvio Santos mostrou a fita da série argentina para Moacyr Franco e lhe perguntou, "Você acha que consegue fazer isso junto com o Golias?". "E eu topei", "Precisei apenas fazer umas adaptações, para que o personagem principal aproveitasse bem as características do Golias. E está engraçadíssimo. É muito pouco provável que a série não vá ao ar" conta Moacyr. Para compor o restante do elenco, foram chamados para o piloto Rosi Campos, Cláudia Melo, Flávia Monteiro e Aline Lima, filha do sertanejo Chitãozinho.
Os episódios foram gravados entre 2000 a 2003, até que sua produção foi cancelada. Ao todo, foram gravados 52 episódios, que ficaram engavetados até a estreia do programa em 2004. Em entrevistas, Moacyr Franco disse que a demora na estreia do programa, várias vezes anunciado de ir ao ar, faziam com que episódios satirizando situações da época das gravações, como o No Limite, da Globo, exibido em 2000, e o escândalo do painel do Senado, ocorrido em 2001, perdiam totalmente o sentido indo ao ar tanto tempo depois. A produção passou então a fazer episódios mais atemporais. No meio da produção da série, em 2002, a atriz Guilhermina Guinle, que vivia Simone Cantapedra, deixou o SBT, ao entrar para o elenco de Mulheres Apaixonadas, a futura telenovela das 21h exibida pela Rede Globo entre fevereiro e outubro de 2003. Em seu lugar, entrou a atriz Luísa Thiré. A justificativa dada na série para a troca de atrizes foi o fato da personagem Simone ter se submetido a uma cirurgia plástica.

## Sinopse
A série trata da história de Washington Cantapedra (Moacyr Franco), um publicitário de sucesso, casado com a jovem Simone (vivida por Guilhermina Guinle apenas na primeira temporada, e posteriormente por Luísa Thiré), que mora em uma ampla mansão em São Paulo, com a mulher, a filha adolescente Lili (Carolina Espina), do primeiro casamento do publicitário, e o filho mais novo, Cacá (João Vitor Franco). O dia-a-dia da mansão é sempre agitado, com um clima de muito bom humor. Junto com eles, também mora Carlo Bronco (Ronald Golias), irmão de Simone, um malandro aproveitador que vive "temporariamente" na casa dos Cantapedra até conseguir um emprego, embora o dono da casa saiba que isso nunca acontecerá.
Bronco, o Cunhado, armou uma manobra interesseira para que a irmã Simone se casasse com Cantapedra, além de estar sempre metido em pequenos golpes ao lado do amigo Nicolau (Marcos Silvestre), que serve como quebra-galho e testa-de-ferro.
Para cuidar da atrapalhada família, Simone conta com a ajuda de Marta (Clarissa Freire). A empregada, fiel escudeira de Simone, a acompanha desde os tempos de classe média. O que Washington não sabia é que até a empregada protegia o malandro cunhado.
Washington adora a esposa e tem medo de perdê-la, mas odeia o cunhado e não vê a hora de livrar-se dele. A família, porém, adora o malandro, julgando-o vítima de perseguição por parte do estressado publicitário.
Na agência Cantapedra Propaganda e Interface, Washington conta com a ajuda de Corina (Cláudia Mello), sua fiel secretária, que faz as vezes de leão-de-chácara. Ela se considera inteligente e eficiente, mas, no fundo, é o contrário, apesar de ser funcionária de confiança.
Corina está sempre as voltas com o inoportuno Bronco, que devido a chantagens e outras armações, acaba interferindo na gestão da agência, modificando campanhas, desviando contas e atraindo clientes perigosos. Washington pretende ser um publicitário de sucesso e reconhecido pelos colegas, mas Bronco, com suas trapalhadas, acaba prejudicando a imagem do publicitário.

## Elenco
| Atores                                                        | Personagens           |
| ------------------------------------------------------------- | --------------------- |
| Ronald Golias                                                 | Carlo Bronco          |
| Moacyr Franco                                                 | Washington Cantapedra |
| Guilhermina Guinle (Ep. 01-28)/Luísa Thiré (Ep. 28 em diante) | Simone                |
| Cláudia Mello                                                 | Corina                |
| Carolina Espina                                               | Lili                  |
| João Vitor Franco                                             | Calígula (Cacá)       |
| Clarissa Freire                                               | Marta                 |
| Marcos Silvestre                                              | Nicolau               |
| Roberto Stippe                                                | Delegado Vladmir      |
| David Pinheiro (Ep. 30 en diante)                             | Seu Nelson (Chofer)   |

### Participações especiais
| Atores                | Personagens                               | Episódios                                  |
| --------------------- | ----------------------------------------- | ------------------------------------------ |
| Pedro de Lara         | Piloto de avião                           | 01 - O Início                              |
| Leão Lobo             | Dr. Lobo                                  | 01 - O Início                              |
| Serafim Gonzalez      | Psicólogo                                 | 01 - O Início                              |
| Zé Luiz               | Dow Jones                                 | 02 - CPI No Vermelho                       |
| Jorge Laffond         | Verônica                                  | 03 - O Papa                                |
| Ivo Holanda           | Afonso                                    | 03 - O Papa                                |
| Aldine Müller         | Drª Rubinha                               | 03 - O Papa                                |
| Cláudio Chirinian     | Chico                                     | 03 - O Papa                                |
| Antônio Petrin        | Presidente Galina                         | 04 - A Eleição                             |
| Luiz Guilherme        | Delfim Dellarua                           | 05 - Onde Está Alzira?                     |
| Hebe Camargo          | Madame Olímpia                            | 05 - Onde Está Alzira?                     |
| Pe. Antônio Maria     | Ele Mesmo                                 | 06 - O Bebê de Cantapedra                  |
| Agnaldo Rayol         | Dr. Eli Paregoni                          | 07 - Tô Mal                                |
| Dhu Moraes            | Dolores                                   | 07 - Tô Mal                                |
| Jackeline Petkovic    | Regina                                    | 07 - Tô Mal                                |
| Gil Gomes             | Advogado de Porta de Cadeia (APC)         | Ep. 08 - O Marreteiro                      |
| Maguila               | Marreta                                   | Ep. 08 - O Marreteiro                      |
| Jussara Freire        | Sara Ressacovich                          | 09/10 - Judia de Mim e O Casamento de Lili |
| As Mallandrinhas      | Convidadas da festa                       | 11 - Sonho de Uma Noite de Verão           |
| Banda Licor           | Músicos                                   | 11 - Sonho de Uma Noite de Verão           |
| Marcelo Médici        | Chicago Olavo                             | 13 - Chicago Chicago                       |
| Helen Ganzarolli      | Sueli                                     | 13 - Chicago Chicago                       |
| Lady Lú               | Frentista                                 | 14 - Doação de Graças                      |
| Ivo Holanda           | Afonso                                    | 14 - Doação de Graças                      |
| Viana Júnior          | Dr. Jamil                                 | 14 - Doação de Graças                      |
| Lady Francisco        | Dona Tina                                 | 15 - Cartas Na Mesa                        |
| Roberto Lage          | Juan Pedro                                | 15 - Cartas Na Mesa                        |
| Marco Mastronelli     | Cano dos Artistas                         | 15 - Cartas Na Mesa                        |
| Turíbio Ruiz          | Padre Pio                                 | 16 - Quarto Crescente                      |
| Rita Cadillac         | Irmã Generosa                             | 16 - Quarto Crescente                      |
| Sérgio Reis           | Glauco                                    | 17 -Aniversário da Lili                    |
| Cláudio Chirinian     | Romário                                   | 17 -Aniversário da Lili                    |
| Serafim Gonzalez      | Dr. Tebas                                 | 18 - Terra à Vista                         |
| Saulo Laranjeira      | Zé da Silva                               | 18 - Terra à Vista                         |
| Lady Francisco        | Dona Zulma                                | 18 - Terra à Vista                         |
| Altamiro Martins      | Dr. Polidoro                              | 18 - Terra à Vista                         |
| Lady Lú               | Garota de programa                        | 18 - Terra à Vista                         |
| Carla Fioroni         | Irmã Ana                                  | 19 - Vai Ser Melhor Para Todos             |
| Paula Melissa         | Drª Cláudia                               | 19 - Vai Ser Melhor Para Todos             |
| Mateus Carrieri       | Padre Antônio                             | 19 - Vai Ser Melhor Para Todos             |
| Petrúcio Melo         | Petrucio                                  | 19 - Vai Ser Melhor Para Todos             |
| Kaká                  | Ele mesmo                                 | 20 - Cobras & Lagartos                     |
| Anderson do Molejo    | Fotográfo                                 | 20 - Cobras & Lagartos                     |
| Alexandre Frota       | Gasto                                     | 21 - Economia Informal                     |
| Canarinho             | Aedes Aegypti Jr.                         | 21 - Economia Informal                     |
| Bibba Chuqui          | Pura Dengue                               | 21 - Economia Informal                     |
| Taiguara Nazareth     | Charles Cututu                            | 21 - Economia Informal                     |
| Viviane Porto         | Rosemani                                  | 21 - Economia Informal                     |
| Ricardo Corte Real    | Dr. Valadão                               | 23 - Meus Direitos                         |
| Cláudio Fontana       | Dr. Monteiro                              | 23 - Meus Direitos                         |
| Rogério Márcico       | Justo Madeira                             | 23 - Meus Direitos                         |
| Guto Franco           | Motorista                                 | 23 - Meus Direitos                         |
| Marciano              | Ele mesmo                                 | 24 - Carlo Bronclone                       |
| Célia & Celma         | Drª Vigar Einstein                        | 24 - Carlo Bronclone                       |
| Mateus Carrieri       | Mestre                                    | 24 - Carlo Bronclone                       |
| René Vanordem         | Gugu                                      | 25 - Sambari Móveis                        |
| Celso Portiolli       | Vendedor da Loja                          | 25 - Sambari Móveis                        |
| Dênis Derkian         | Mr. Paul                                  | 25 - Sambari Móveis                        |
| Guto Franco           | Afonso                                    | 25 - Sambari Móveis                        |
| David Pinheiro        | Seu Farid                                 | 25 - Sambari Móveis                        |
| Éder Jofre            | Ele Mesmo                                 | 26 - Muke Tyson                            |
| Marquito              | Gari                                      | 26 - Muke Tyson                            |
| Lucélia Machiavelli   | Mãe do Vassourinha                        | 26 - Muke Tyson                            |
| Filomena Luiza        | Dona Zinha                                | 27- Boas Festas                            |
| Tiago Basili          | Lixeiro                                   | 27- Boas Festas                            |
| Dênis Derkian         | Ourives                                   | 27- Boas Festas                            |
| Sônia Abrão           | Geralda                                   | 28 - Cara Nova                             |
| Petrônio Gontijo      | Dr. Lulu Babassus                         | 28 - Cara Nova                             |
| Silvia Abravanel      | Porteira                                  | 28 - Cara Nova                             |
| Luís Carlos Miele     | Dr. Dráuzio                               | 29 - Terapia de Grupo                      |
| Dênis Derkian         | Marcondes                                 | 29 - Terapia de Grupo                      |
| Beth Guzzo            | Beth                                      | 30 - Um Dia Emprestável                    |
| Milton Levy           | Dr. Armênio                               | 30 - Um Dia Emprestável                    |
| Núbia Óliver          | Manuela                                   | 31 - Dia Sim, Dia Anão                     |
| Ronaldo Oliva         | Brad                                      | 31 - Dia Sim, Dia Anão                     |
| Luiza Ambiel          | Namorada de Bronco                        | 32 - Dia Da Sedução                        |
| Silvia Abravanel      | Segurança                                 | 32 - Dia Da Sedução                        |
| Adilson Maguila       | Marreta                                   | 32 - Dia Da Sedução                        |
| Paulo Nigro           | Théo                                      | 34 - A Casa dos Espíritos                  |
| Roney Facchini        | Mr. Bob                                   | 34 - A Casa dos Espíritos                  |
| Daniela Franco        | Clotilde                                  | 34 - A Casa dos Espíritos                  |
| Alexandre Régis       | Delmar                                    | 35 - Cantapedra e Os 40 Ladrões            |
| Marcelo Mathias       | Paçoca                                    | 35 - Cantapedra e Os 40 Ladrões            |
| Rubens Caribé         | Pedrinho Fernandes                        | 36 - Dia de Surpresa                       |
| Ronaldo Oliva         | Brad                                      | 36 - Dia de Surpresa                       |
| Lombardi              | Locutor do Comercial                      | 36 - Dia de Surpresa                       |
| Élcio Júnior          | Aristóteles                               | 37 - O Pesadelo de Simone                  |
| Daniela Franco        | Gilda                                     | 37 - O Pesadelo de Simone                  |
| Genival Lacerda       | Raimundo                                  | 38 - Quem Dá Mais?                         |
| Reginaldo Rossi       | Garçom                                    | 39 - A Separação                           |
| Luciana Rocha         | Dona Rosalinda                            | 40 - Paixão de Montão                      |
| Marcelo Matias        | Paçoca                                    | 40 - Paixão de Montão                      |
| Caetano Zonaro        | Professor Roberto                         | 40 - Paixão de Montão                      |
| Cacá Rosset           | Pé de Pato Jr.                            | 41 - PPMB: Plano Para Matar o Bronco       |
| Bianca Rinaldi        | Ela mesma                                 | 41 - PPMB: Plano Para Matar o Bronco       |
| Liza Vieira           | Mrs. Carol                                | 42 - Intercâmbio                           |
| Leo Jaime             | Garçom                                    | 42 - Intercâmbio                           |
| Ronaldo Oliva         | Brad                                      | 42 - Intercâmbio                           |
| Tunico e Xaropinho    | Moradores do Lixo                         | 43 - Reciclagem                            |
| Pampa                 | Ele Mesmo                                 | 43 - Reciclagem                            |
| Eduardo Guimarães     | Padre Constantino                         | 43 - Reciclagem                            |
| Marcos Teixeira       | Diácono Felipe                            | 43 - Reciclagem                            |
| Guto Franco           | Sr. Peralta                               | 44 - O Energético                          |
| Zé Américo            | Da Pena                                   | 45 - Eu Se Mato!                           |
| Comandante Hamilton   | Carcará Dourado                           | 45 - Eu Se Mato!                           |
| Léo Jaime             | Natal                                     | 45 - Eu Se Mato!                           |
| Silvia Poppovic       | Drª. Sílvia                               | 45 - Eu Se Mato!                           |
| Ratinho               | Padre Massa                               | 45 - Eu Se Mato!                           |
| Fernando Benini       | Pastor Amadeus                            | 45 - Eu Se Mato!                           |
| Magdalena Bonfiglioli | Repórter                                  | 45 - Eu Se Mato!                           |
| Gerson de Souza       | Já Cobrando                               | 45 - Eu Se Mato!                           |
| Rachel Ripani         | Eva                                       | 46 - Túmulo da Coincidência                |
| Pierre Bittencourt    | Vigia                                     | 46 - Túmulo da Coincidência                |
| Fernanda Viacava      | Rita                                      | 46 - Túmulo da Coincidência                |
| Milton Neves          | Ele mesmo                                 | 47 - G, L ou S                             |
| Luiza Ambiel          | Inspetora Wanda                           | 47 - G, L ou S                             |
| Canarinho             | Orelhão                                   | 47 - G, L ou S                             |
| Roque                 | Apresentador substituto do Show do Milhão | 48 - Greve Geral                           |
| Liminha               | Participante do Show do Milhão            | 48 - Greve Geral                           |
| Lombardi              | Ele Mesmo                                 | 48 - Greve Geral                           |
| Ademir da Guia        | Jardineiro                                | 52 - Bronco Connection                     |
| Dercy Gonçalves       | Loira Sexy                                | 52 - Bronco Connection                     |
| Henrique César        | Henrique Oitavo                           | 52 - Bronco Connection                     |
| Guto Franco           | Mulher na Loja                            | 52 - Bronco Connection                     |
| Edson Montenegro      | Mr. Simpson                               | 52 - Bronco Connection                     |
| Claúdio Lopomo        | Parola                                    | Personagens Recorrentes                    |
| Jorge Duaik           | Pericinoto                                | Personagens Recorrentes                    |
| Maurício Bosco        | Barbosa                                   | Personagens Recorrentes                    |
| Monica Mattos         | Empregada                                 | Personagens Recorrentes                    |
| Carlos Grillo         | Guainás                                   | Personagens Recorrentes                    |
| Ronaldo Ribeiro       | Pericinotinho                             | Personagens Recorrentes                    |
| Heyttor Barsalini     | Justus                                    | Personagens Recorrentes                    |
| Carlos Gimenez        | Ernesto Fortuna                           | Personagens Recorrentes                    |
| Pedro Neto            | Olivetto                                  | Personagens Recorrentes                    |

## Exibição
O show teve uma ótima audiência para a estreia: 22 pontos de média e picos de 26 pontos, sendo o programa mais assistido do canal na semana. Nas semanas seguintes, o programa marcou de 10 a 15 pontos de média. Na época da estreia, o programa era exibido nas quartas-feiras às 21h30, até que em 2005 passou a ser exibido nas tardes de domingo às 14h, e mais tarde, às 15h. Com a morte de Ronald Golias, o programa foi cancelado e sua exibição foi interrompida em 27 de setembro de 2005, ainda com 19 episódios inéditos. Esses episódios só seriam exibidos a partir de 4 de dezembro do mesmo ano, nos domingos às 15h. Os dois últimos episódios nunca foram ao ar.
Em 19 de maio de 2014, a série voltou a ser exibida pelo SBT, dentro do programa Quem não viu vai ver, de segunda à sexta às 18h30. Em sua estreia nesse horário, marcou 6,5 pontos de média, elevando a audiência do SBT no horário.
Foi disponibilizada na íntegra no streaming +SBT em 19 de agosto de 2024.
X

## Curiosidades
- Alguns elementos na série não são totalmente fieis em seu padrão em si, o terno amarrotado cinza do personagem Carlo Bronco (Ronald Golias), o avental rosa da personagem Lili (Carolina Espina), o vestido preto colorido da personagem Sueli (Helen Ganzarolli).
  - Moacyr Franco e João Victor Franco são pai e filho tanto na vida real como na série: Cacá, personagem de João Victor, é filho de Washington Cantapedra (vivido por Moacyr).
- Os nomes dos colegas de Washington Cantapedra (Moacyr Franco) na agência Cantapedra Publicidade e Interface satirizam famosos publicitários brasileiros, como Nizan Guanaes, Alex Periscinoto, Washington Olivetto e Roberto Justus.
- No episódio "A Separação", o garçom do restaurante em que o Washington se encontra com a Simone é o cantor Reginaldo Rossi.
- O Comediante Moacyr Franco, postou no Youtube, os 2 episódios inéditos não exibidos pelo SBT, sendo eles: Bronce Connection e Túmulo da Consciência.
- A partir de março de 2018, a série passou a ser reprisada no SBT Internacional.[7]

## Episódios
| # | Episódio |
| Primeira Temporada (2004) | Primeira Temporada (2004) |
| --- | --- |
| 1 | O Início (exibido em 14/04/2004) Sinopse: Em 1992, o então viúvo empresário Washington Cantapedra se apaixona por Simone e recebe a ajuda do malandro irmão mais velho dela Carlo Bronco, que sabendo da enorme fortuna dele, decide ajudá-lo a conquistar sua irmã.                  |
| 2 | CPI no Vermelho (21/04/2004) Sinopse: Durante uma crise financeira, Washington decide nomear Bronco como executivo responsável por negócios internacionais em sua empresa, mas acaba percebendo que não foi uma boa ideia.                                                            |
| 3 | O Papa (28/04/2004) Sinopse: Enquanto o resto da família faz uma viagem para a Europa, Washington fica cego e Bronco resolve pregar uma peça nele fazendo-o acreditar que o Papa está na casa dele.                                                                                   |
| 4 | A Eleição (05/05/2004) Sinopse: Bronco e Washington resolvem disputar a presidência do Clube do Farol. |
| 5 | Onde Está Alzira? (12/05/2004) Sinopse: Usando um Vídeo comprometedor, Bronco obriga Washington a se passar por sua finada Tia Alzira de Ogum para conseguir um cheque de 50.000 dólares.                                                                                             |
| 6 | O Bebê de Cantapedra (19/05/2004) Sinopse: Bronco começa a tomar Rejuvenal, um comprimido que promete rejuvenescer 10 dias em um mês. Mas Ele acaba exagerando na dose e começa a agir igual a um bebê.                                                                               |
| 7 | Tô Mal! (26/05/2004) Sinopse: Os Cantapedra passam por uma série de confusões quando eles acabam tendo uma crise gastrointestinal. |
| 8 | O Marreteiro (02/06/2004) Sinopse: Washington expulsa Bronco de casa e descobre que ele foi preso por vender roupas sem Nota Fiscal, mas acaba tendo que tirar o cunhado ao perceber que as roupas vendidas eram suas.                                                                |
| 9 | Judia de Mim (09/06/2004) Sinopse: Bronco forma uma aliança com Sara Ressacovich, para dar um golpe em Washington fazendo o filho dela se casar com Lili e pegarem o dinheiro do dote.                                                                                                |
| 10 | O Casamento de Lili (16/06/2004) Sinopse: O plano de Bronco e Sara para conseguirem o dote de Washington dá certo, mas os dois se decepcionam quando descobrem que o dote não era em dinheiro.                                                                                        |
| 11 | Sonho de Uma Noite de Verão (23/06) Sinopse: Bronco acaba sendo o responsável por preparar a festa surpresa dos 68 anos de Washington. |
| 12 | Cartas na Mesa (30/06/2004) Sinopse: Após aceitar participar de um Jogo de cartas em prol da terceira idade, Washington sofre uma maré de azar enquanto tenta provar que é um excelente apostador..                                                                                   |
| 13 | Chicago, Chicago (07/07/2004) Sinopse: Um homem aparece na casa dos Cantapedra afirmando ser um suposto filho que Washington teve com uma ex-namorada 30 anos antes, e Bronco tenta se aproveitar da situação.                                                                        |
| Segunda Temporada (2004-05) | |
| 14 | Deu Bode Nas Bodas Sinopse: Washington prepara uma surpresa para o aniversário de 10 anos de casado com Simone: uma caixa de trufas com um anel escondido. O problema é que Cacá acaba comendo as trufas antes de entregar o presente e Washington tenta impedir que Simone descubra. |
| 15 | Doação de Graças Sinopse: Simone precisa de um transplante de Rim, mas Bronco fica com medo da cirurgia e resolve comprar de um Chinês. |
| 16 | Quatro Crescente Sinopse: Bronco resolve alugar seu quarto para a Casa dos Artistas por 6 meses e obriga Washington a participar do programa. |
| 17 | O Aniversário de Lili Sinopse: Washington e todos os funcionários da sua empresa tentam preparar a melhor mensagem de aniversário para o Presidente, o que faz com que Washington esqueça que também é o aniversário de sua filha Lili.                                               |
| 18 | Terra à Vista Sinopse: Washington, Bronco e o Dr. Tebas passam por uma série de aventuras quando tentam retomar a posse de terras em Mato Grosso que pertenciam aos avós de Simone.                                                                                                   |
| 19 | Vai Ser Melhor Para Todos Sinopse: Bronco decide que vai se mudar para um asilo e Washington tenta convencer a família a aceitar a decisão. |
| 20 | Economia Informal Sinopse: Bronco começa a trabalhar vendendo salgados dentro da empresa de Washington e faz um amigo dele se passar por um Embaixador Africano. |
| 21 | Cobras e Lagartos Sinopse: Bronco e Nicolau ensinam Cacá a fazer mágica mesmo Washington sendo contra. Toda a família joga uma partida de Adedonha!, e Bronco diverte a todos ao dar respostas erradas.                                                                               |
| 22 | A Estátua Sinopse: Washington decide contratar os serviços de um escultor para que ele produza sua estátua. |
| 23 | Meus Direitos Sinopse: Bronco se torna mediador para garantir os direitos trabalhistas dos funcionários da empresa de Washington. |
| 24 | Carlo Bronclone Sinopse: Bronco descobre que foi clonado durante a infância e decide procurar seu semelhante. |
| 25 | Sambari Móveis Sinopse: Bronco rouba todos os móveis da casa dos Cantapedra e vende eles para um Varejo. |
| 26 | Muke Tyson Sinopse: Enquanto Washington tenta resolver uma briga que Cacá teve com o filho do vizinho, Bronco pensa em ganhar dinheiro abrindo uma Academia de Boxe. |
| 27 | Boas Festas Sinopse: Bronco começa a se relacionar com uma Mulher Surda a fim de impulsionar uma carreira política, e Washington tenta pagar o 13° Salário dos seus funcionários. |
| Terceira Temporada (2005) | |
| 28 | Cara Nova Sinopse: Simone tenta se acostumar com o resultado de uma cirurgia plástica organizada por Bronco. Nota: Último episódio protagonizado pela atriz Guilhermina Guinle. |
| 29 | Terapia de Grupo Sinopse: Um Analista tenta resolver todos os problemas que afligem a família dos Cantapedra. |
| 30 | Um Dia Emprestável Sinopse: Washington resolve usar Bronco como um fiador para conseguir um empréstimo no Banco, mas Bronco some com o Talão de Cheque. Nota: a partir deste episódio, o personagem Seu Nelson torna-se um personagem recorrente.                                     |
| 31 | Dia Sim, Dia Anão Sinopse: Simone manda Bronco bancar o detetive e ele causa a maior confusão quando faz todos pensarem que o namorado de Lili é um Anão. |
| 32 | Dia de Sedução Sinopse: Washington tenta descobrir quem é o maníaco Sexual que está atacando em sua empresa. |
| 33 | Se Não me Falha a Memória Nota: último episódio exibido antes da morte de Ronald Golias. |
| Continuação da 3ª temporada (2005-06) Nota: esses episódios foram exibidos após a interrupção do programa devido a morte de Ronald Golias. | |
| 34 | A Casa dos Espíritos Sinopse: Washington tenta fechar um negócio com um investidor estrangeiro durante uma Sessão Espírita realizada por Bronco. |
| 35 | Cantapedra e os 40 Ladrões Sinopse: Bronco prega uma peça em Washington fingindo ser um ladrão na Cantapedra Publicidade e Interface. |
| 36 | Dia de Surpresa Sinopse: A família Cantapedra espera ansiosa pela surpresa que o namorado de Lili vai preparar, mas acaba sendo algo totalmente inesperado. |
| 37 | O Pesadelo de Simone |
| 38 | Quem Dá Mais |
| 39 | A Separação Sinopse: Bronco tenta impedir a separação de Simone e Washington pois sabe que com a separação, não poderá usufruir do dinheiro de seu cunhado. |
| 40 | Paixão de Montão Sinopse: Washington e Simone se preocupam quando descobrem que Cacá e Lili estão apaixonados pelos seus professores. |
| 41 | PPMB: Plano Para Matar o Bronco Sinopse: Washington encontra um homem que quer matar Bronco, mas fica com a consciência dividida entre finalmente se livrar do cunhado e o resultado que vai causar no resto da família.                                                              |
| 42 | Intercâmbio Sinopse: Bronco manda Cacá para a casa de um vizinho e diz que mandou o menino para um intercâmbio nos EUA para conseguir os dólares que Washington manda para o filho.                                                                                                   |
| 43 | Reciclagem Sinopse: Bronco começa a trabalhar de lixeiro e consegue fazer com que Washington seja denunciado aos Direitos Humanos. |
| 44 | O Energético Sinopse: Bronco estraga a oportunidades de Washington fechar negócio com uma fábrica de energéticos Arubiana. |
| 45 | Eu Se Mato! Sinopse: Bronco causa a maior confusão na cidade quando resolve se suicidar. |
| 46 | Túmulo da Coincidência (não foi exibido) Sinopse: Uma mulher cobra um túmulo que Bronco vendeu ao pai dela e Washington tenta resolver a situação. |
| 47 | G, L ou S Sinopse: Washington é preso confundido com um Travesti e Bronco resolve se passar por ele quando um Governador vai até para a CPI pedir que eles produzam sua campanha de reeleição.                                                                                        |
| 48 | Greve Geral Sinopse: Os Cantapedra tentam se virar quando acontece uma Greve Geral de todos os funcionários da cidade. |
| 49 | Famiglia Cantapedra Sinopse: Washington usa sua empresa para realizar um intercâmbio cultural em homenagem ao seu primo italiano Guido. O problema é que Bronco transforma esse intercâmbio em uma produção de filmes adultos.                                                        |
| 50 | O Japonês Sinopse: A família se anima quando Bronco anuncia que conseguiu 10 vagas de empregos, mas ele consegue ser demitido em todos, no 1º dia e por justa causa. |
| 51 | Bronco Light |
| 52 | Bronco Connection (não foi exibido) Sinopse: Após ficar preso em Nova York graças a Washington, Bronco decide pagar com a mesma moeda. |